# Nervo olfattivo
Il nervo olfattivo corrisponde al I nervo cranico ed è esclusivamente di tipo sensitivo. È anche l'unico nervo cranico a dirigersi direttamente verso la corteccia telencefalica.
La sua funzione è quella di recepire gli stimoli olfattivi che giungono nelle cavità nasali e trasportarli all'encefalo sotto forma di impulsi elettrici. È uno dei più corti nervi sensoriali.

## Decorso
La sua origine reale è a livello delle cellule olfattive della mucosa superiore delle fosse nasali, sotto la lamina cribrosa dell'osso etmoide. Le sue fibre si raccolgono poi in fascetti di fibre amieliniche che si dividono in due gruppi: uno mediale e uno laterale. Quello mediale proviene dalla mucosa olfattiva che riveste il setto nasale; quello laterale dalla mucosa del cornetto nasale superiore. Attraversano entrambi la lamina cribrosa dell'osso etmoide per portarsi al bulbo olfattivo accolto nell'omonima doccia dell'encefalo nella fossa cranica anteriore.
I due bulbi posteriormente presentano i tratti olfattivi che presentano nella loro regione centrale il nucleo olfattivo anteriore, raggruppamento neuronale di cellule nervose che inviano fibre al bulbo sia ipsi- che controlaterale, per incrementare l'attività neuronale. Tramite il tratto olfattivo, le fibre giungono al bivio tra strie laterali e commessura anteriore, dove si incrociano le fibre afferenti controlaterali. La stria laterale si direziona alla corteccia olfattiva primaria, detta piriforme, e all'amigdala. La posizione molto ravvicinata dell'area corticale permette agli stimoli olfattivi di essere percepiti con estrema rapidità e precisione.
La sua inclusione all'interno del sistema limbico permette agli stimoli olfattivi di essere particolarmente efficaci nell'evocazione di particolari ricordi ed emozioni correlati ad essi.
Annesso al nervo olfattivo vi è il nervo terminale la cui funzione è ancora incerta. Sicuramente non è implicato nella sensibilità olfattiva e lungo il suo decorso sono disseminate svariate cellule gangliari.

## Microscopica
A livello della mucosa superiore delle fosse nasali sono presenti:
- cellule olfattive: i neuroni primari bipolari con ciglia olfattive libere nella cavità nasale per la captazione degli stimoli odorosi e con i prolungamenti assonali verso il bulbo olfattivo.
- cellule di sostegno: intercalate tra i neuorni primari, funzioni epiteliali.
- ghiandole di Bowman: permettono all'epitelio olfattivo di essere perennemente umido per facilitare la captazione olfattiva.

A livello del bulbo olfattivo sono presenti:
- cellule periglomerulari: interneuroni, agevolano le sinapsi tra le cellule olfattive ed i secondi neuroni.
- cellule mitrali: a forma di piramide rovesciata, formano arborizzazioni sinaptiche a livello della maggior parte delle cellule olfattive. Fanno capo alle fibre afferenti olfattive.
- cellule a ciuffo: simili alle cellule mitrali ma più piccole e con meno sinapsi. Fanno capo alle fibre afferenti olfattive.
- cellule granulari: ricevono le fibre efferenti olfattive controlaterali, che hanno attraversato la commessura anteriore, per contrarre sinapsi con le cellule mitrali e con gli interneuroni periglomerulari. Incrementano l'attività neuronale e recettoriale del bulbo controlaterale in seguito alla percezione olfattiva dalla narice ipsilaterale.

## Patologia
La circonferenza ridotta e l’assenza di una guaina mielinica completa rendono i filuzzi del nervo olfattivo particolarmente soggetti a subire lesioni in seguito a traumi successivi, che causeranno urti ed abrasioni di queste fibre nervose rispetto alla lamina cribrosa dell'osso etmoide. Ciò causa, a seconda dell’estensione dei danni subiti, compromissioni di diverso grado delle facoltà sensoriali olfattive del soggetto, nei casi più gravi si presenta anosmia. 
Il muco prodotto durante il decorso di comuni patologie influenzali e parainfluenzali ostacola l'azione delle ghiandole di Bowman, aventi adenomeri a secrezione sierosa posti nell'epitelio olfattivo. Ciò, a propria volta, complica la raccolta delle sensazioni olfattive da parte dei neuroni bipolari di prim'ordine, solitamente coadiuvati in questo dall'azione di tali ghiandole, in grado di disciogliere le molecole odorose in un film liquido, facilitandone la captazione recettoriale.